# 2005년 일본 시리즈
2005년 일본 시리즈(일본어: 2005年の日本シリーズ, 영어: 2005 Japan Series)는 2005년 10월 22일부터 10월 26일까지 열린 일본 프로 야구의 일본 시리즈 경기이다. 퍼시픽 리그 우승 팀인 지바 롯데 마린스가 총 4차례의 접전을 펼친 끝에 센트럴 리그 우승팀 한신 타이거스를 누르고 4전 전승의 성적을 기록, 1974년 이후 31년 만에 3번째 우승을 차지했다. 반대로 한신은 4경기 동안 단 4점 밖에 뽑지 못했고 3경기에서 10실점을 하였다.
MVP는 이마에 도시아키, 감투상은 야노 아키히로가 선정되었고, 이승엽은 일본 시리즈 기간 중 3개의 홈런을 기록하여 우수 선수상을 수상하였다.

## 감독
| 소속 리그   | 소속             | 감독            |
| ----------- | ---------------- | --------------- |
| 센트럴 리그 | 한신 타이거스    | 오카다 아키노부 |
| 퍼시픽 리그 | 지바 롯데 마린스 | 바비 밸런타인   |

## 경기 일정
- 1차전 : 10월 22일
- 2차전 : 10월 23일
- 3차전 : 10월 25일
- 4차전 : 10월 26일

## 경기 기록
| 일시                                    | 경기   | 원정팀(선공)     | 스코어 | 홈팀(후공)       | 개최 구장          | 개시 시각 | 경기 시간  | 관중수   |
| --------------------------------------- | ------ | ---------------- | ------ | ---------------- | ------------------ | --------- | ---------- | -------- |
| 10월 22일(토)                           | 1차전  | 한신 타이거스    | 1 - 10 | 지바 롯데 마린스 | 지바 마린 스타디움 | 18시 17분 | 2시간 14분 | 28,333명 |
| 10월 23일(일)                           | 2차전  | 한신 타이거스    | 0 - 10 | 지바 롯데 마린스 | 지바 마린 스타디움 | 18시 16분 | 2시간 32분 | 28,354명 |
| 10월 24일(월)                           | 이동일 | 이동일           | 이동일 | 이동일           | 이동일             | 이동일    | 이동일     | 이동일   |
| 10월 25일(화)                           | 3차전  | 지바 롯데 마린스 | 10 - 1 | 한신 타이거스    | 한신 고시엔 구장   | 18시 16분 | 3시간 20분 | 47,753명 |
| 10월 26일(수)                           | 4차전  | 지바 롯데 마린스 | 3 - 2  | 한신 타이거스    | 한신 고시엔 구장   | 18시 15분 | 3시간 21분 | 47,810명 |
| 우승: 지바 롯데 마린스(31년 만에 3번째) |        |                  |        |                  |                    |           |            |          |

## 일본 시리즈 경기 결과

### 1차전
- 10월 22일 - 지바 마린 스타디움(짙은 안개로 인해 7회 콜드 게임)

| 팀 | 1 | 2 | 3 | 4 | 5 | 6 | 7  | R  | H  | E |
| 한신 | 0 | 0 | 0 | 0 | 1 | 0 | 0  | 1  | 5  | 0 |
| 지바 롯데 | 1 | 0 | 0 | 0 | 3 | 1 | 5X | 10 | 15 | 0 |
| 승리 투수: 시미즈 나오유키(1-0) 패전 투수: 이가와 게이(0-1) 홈런: 지바 롯데 – 이마에 도시아키(1회 1점), 이승엽(6회 1점), 사토자키 도모야(7회 3점), 베니 아그바야니(7회 2점) |   |   |   |   |   |   |    |    |    |   |

### 2차전
- 10월 23일 - 지바 마린 스타디움

| 팀 | 1 | 2 | 3 | 4 | 5 | 6 | 7 | 8 | 9 | R  | H  | E |
| 한신 | 0 | 0 | 0 | 0 | 0 | 0 | 0 | 0 | 0 | 0  | 4  | 0 |
| 지바 롯데 | 1 | 1 | 0 | 0 | 0 | 5 | 0 | 3 | X | 10 | 12 | 0 |
| 승리 투수: 와타나베 슌스케(1-0) 패전 투수: 안도 유야(0-1) 홈런: 지바 롯데 – 사부로(6회 2점), 매트 프랑코(6회 1점), 이승엽(6회 2점) |   |   |   |   |   |   |   |   |   |    |    |   |

### 3차전
- 10월 25일 - 한신 고시엔 구장

| 팀 | 1 | 2 | 3 | 4 | 5 | 6 | 7 | 8 | 9 | R  | H  | E |
| 지바 롯데 | 0 | 1 | 0 | 2 | 0 | 0 | 7 | 0 | 0 | 10 | 10 | 0 |
| 한신 | 0 | 1 | 0 | 0 | 0 | 0 | 0 | 0 | 0 | 1  | 6  | 1 |
| 승리 투수: 고바야시 히로유키(1-0) 패전 투수: 시모야나기 쓰요시(0-1) 홈런: 지바 롯데 – 후쿠우라 가즈야(7회 만루) |   |   |   |   |   |   |   |   |   |    |    |   |

### 4차전
- 10월 26일 - 한신 고시엔 구장

| 팀 | 1 | 2 | 3 | 4 | 5 | 6 | 7 | 8 | 9 | R | H | E |
| 지바 롯데 | 0 | 2 | 0 | 1 | 0 | 0 | 0 | 0 | 0 | 3 | 7 | 1 |
| 한신 | 0 | 0 | 0 | 0 | 0 | 2 | 0 | 0 | 0 | 2 | 7 | 0 |
| 승리 투수: 댄 세라피니(1-0) 패전 투수: 스기야마 나오히사(0-1) 세이브: 고바야시 마사히데(1S) 홈런: 지바 롯데 – 이승엽(2회 2점) |   |   |   |   |   |   |   |   |   |   |   |   |

## 수상 선수
- MVP : 이마에 도시아키(지바 롯데)
- 감투상 : 야노 아키히로(한신)
- 우수 선수상 : 와타나베 슌스케, 이승엽, 사부로(이상 지바 롯데)

## 같이 보기
- 2005년 퍼시픽 리그 플레이오프
- 2005년 아시아 시리즈